# Luigi di Borbone-Spagna
Luigi di Borbone-Spagna (Madrid, 17 gennaio 1864 – Algeri, 24 gennaio 1889) è stato un principe spagnolo.

## Biografia
Era il figlio di Sebastiano di Borbone-Spagna, e della sua seconda moglie, Maria Cristina di Borbone-Spagna.
I suoi nonni paterni erano Pietro Carlo di Borbone-Spagna e sua moglie Maria Teresa di Braganza. I suoi nonni materni erano Francesco di Paola di Borbone-Spagna e sua moglie, la principessa Luisa Carlotta di Borbone-Due Sicilie. Il suo padrino era Pietro II del Brasile.
Sebbene sia suo padre che sua madre fossero infanti di Spagna per diritto di nascita ed erano strettamente legati alla famiglia reale spagnola, è stato deciso che i figli di Sebastiano non ostentassero il titolo di Infante (anche se erano stati autorizzati ad utilizzare il cognome Borbone) dal momento che la grande fortuna del padre era sufficiente a mantenere la famiglia in modo da non dipendere dalle casse dello Stato.
Alla morte del padre e a causa dei problemi di salute della madre, la sua educazione, e quella dei fratelli, fu supervisionata dal re. Studiò a Madrid e a Vienna.
Nel 1887 la regina reggente Maria Cristina d'Austria gli conferì il titolo di Duca di Ánsola.

## Matrimonio
Sposò, il 13 maggio 1886 a Parigi, Ana Germana Bernaldo de Quirós (19 marzo 1866-11 settembre 1934), figlia di José Maria Bernaldo de Quirós. Ebbero due figli:
- Luigi Alfonso di Borbone-Spagna (9 marzo 1887-21 maggio 1942), II duca di Ansola, sposò Beatrice Maria Harrington, non ebbero figli;
- Manfredo Luigi di Borbone-Spagna (3 febbraio 1889-14 febbraio 1979), III duca di Ansola e I Duca di Hernani, sposò in prime nozze María Letícia de Santa Marina, non ebbero figli; sposato in seconde nozze María Teresa de Maríategui, non ebbero figli.

## Morte
A causa dei suoi problemi di salute fu costretto a soggiornare ad Algeri, alla ricerca di un clima più mite. Vi morì il 24 gennaio 1889 e fu sepolto a Toledo, nella tomba di famiglia dei conti di Guendulain.

## Ascendenza
|                                          |                        |                                           | Genitori                                 |  |  | Nonni |  |  | Bisnonni                      |  |  | Trisnonni               |  |
|                                          |                        |                                           |                                          |  |  |       |  |  | 8. Gabriele di Borbone-Spagna |  |  | 16. Carlo III di Spagna |  |
|                                          |                        |                                           |                                          |  |  |       |  |  | 8. Gabriele di Borbone-Spagna |  |  | 16. Carlo III di Spagna |  |
|                                          |                        | 17. Maria Amalia di Sassonia              |                                          |  |  |       |  |  | 8. Gabriele di Borbone-Spagna |  |  |                         |  |
| 4. Pietro Carlo di Borbone-Spagna        |                        |                                           |                                          |  |  |       |  |  | 8. Gabriele di Borbone-Spagna |  |  |                         |  |
|                                          |                        | 9. Maria Anna Vittoria di Braganza        | 18. Pietro III del Portogallo            |  |  |       |  |  |                               |  |  |                         |  |
|                                          |                        | 9. Maria Anna Vittoria di Braganza        | 18. Pietro III del Portogallo            |  |  |       |  |  |                               |  |  |                         |  |
|                                          |                        | 9. Maria Anna Vittoria di Braganza        | 19. Maria I del Portogallo               |  |  |       |  |  |                               |  |  |                         |  |
| 2. Sebastiano di Borbone-Spagna          |                        | 9. Maria Anna Vittoria di Braganza        |                                          |  |  |       |  |  |                               |  |  |                         |  |
|                                          |                        | 10. Giovanni VI del Portogallo            | 20. Pietro III del Portogallo (= 18)     |  |  |       |  |  |                               |  |  |                         |  |
|                                          |                        | 10. Giovanni VI del Portogallo            | 20. Pietro III del Portogallo (= 18)     |  |  |       |  |  |                               |  |  |                         |  |
|                                          |                        | 10. Giovanni VI del Portogallo            | 21. Maria I del Portogallo (= 19)        |  |  |       |  |  |                               |  |  |                         |  |
| 5. Maria Teresa di Braganza              |                        | 10. Giovanni VI del Portogallo            |                                          |  |  |       |  |  |                               |  |  |                         |  |
|                                          |                        | 11. Carlotta Gioacchina di Borbone-Spagna | 22. Carlo IV di Spagna (= 12)            |  |  |       |  |  |                               |  |  |                         |  |
|                                          |                        | 11. Carlotta Gioacchina di Borbone-Spagna | 22. Carlo IV di Spagna (= 12)            |  |  |       |  |  |                               |  |  |                         |  |
|                                          |                        | 11. Carlotta Gioacchina di Borbone-Spagna | 23. Maria Luisa di Borbone-Parma (= 13)  |  |  |       |  |  |                               |  |  |                         |  |
| 1. Luigi di Borbone-Spagna               |                        | 11. Carlotta Gioacchina di Borbone-Spagna |                                          |  |  |       |  |  |                               |  |  |                         |  |
|                                          | 12. Carlo IV di Spagna | 24. Carlo III di Spagna (= 16)            |                                          |  |  |       |  |  |                               |  |  |                         |  |
|                                          | 12. Carlo IV di Spagna | 24. Carlo III di Spagna (= 16)            |                                          |  |  |       |  |  |                               |  |  |                         |  |
|                                          | 12. Carlo IV di Spagna | 25. Maria Amalia di Sassonia (= 17)       |                                          |  |  |       |  |  |                               |  |  |                         |  |
| 6. Francesco di Paola di Borbone-Spagna  | 12. Carlo IV di Spagna |                                           |                                          |  |  |       |  |  |                               |  |  |                         |  |
|                                          |                        | 13. Maria Luisa di Borbone-Parma          | 26. Filippo I di Parma                   |  |  |       |  |  |                               |  |  |                         |  |
|                                          |                        | 13. Maria Luisa di Borbone-Parma          | 26. Filippo I di Parma                   |  |  |       |  |  |                               |  |  |                         |  |
|                                          |                        | 13. Maria Luisa di Borbone-Parma          | 27. Luisa Elisabetta di Borbone-Francia  |  |  |       |  |  |                               |  |  |                         |  |
| 3. Maria Cristina di Borbone-Spagna      |                        | 13. Maria Luisa di Borbone-Parma          |                                          |  |  |       |  |  |                               |  |  |                         |  |
|                                          |                        | 14. Francesco I delle Due Sicilie         | 28. Ferdinando I delle Due Sicilie       |  |  |       |  |  |                               |  |  |                         |  |
|                                          |                        | 14. Francesco I delle Due Sicilie         | 28. Ferdinando I delle Due Sicilie       |  |  |       |  |  |                               |  |  |                         |  |
|                                          |                        | 14. Francesco I delle Due Sicilie         | 29. Maria Carolina d'Asburgo-Lorena      |  |  |       |  |  |                               |  |  |                         |  |
| 7. Luisa Carlotta di Borbone-Due Sicilie |                        | 14. Francesco I delle Due Sicilie         |                                          |  |  |       |  |  |                               |  |  |                         |  |
|                                          |                        | 15. Maria Isabella di Borbone-Spagna      | 30. Carlo IV di Spagna (= 12, 22)        |  |  |       |  |  |                               |  |  |                         |  |
|                                          |                        | 15. Maria Isabella di Borbone-Spagna      | 30. Carlo IV di Spagna (= 12, 22)        |  |  |       |  |  |                               |  |  |                         |  |
|                                          |                        | 15. Maria Isabella di Borbone-Spagna      | 31 Maria Luisa di Borbone-Parma (13, 23) |  |  |       |  |  |                               |  |  |                         |  |
|                                          |                        | 15. Maria Isabella di Borbone-Spagna      |                                          |  |  |       |  |  |                               |  |  |                         |  |